# Gunnar Sauer
Gunnar Sauer, né le 11 juin 1964 à Cuxhaven (Allemagne), est un footballeur allemand, qui évoluait au poste de libéro et de défenseur central au Werder Brême, au Hertha Berlin, au VfB Leipzig et au VfB Oldenburg.

## Carrière
- 1984-1996 : Werder Brême
- 1996-1998 : Hertha Berlin
- 1998 : VfB Leipzig
- 1998-1999 : VfB Oldenburg [2]

## Palmarès

### Avec le Werder Brême
- Vainqueur du Championnat d'Allemagne en 1988 et 1993
- Vainqueur de la Coupe d'Allemagne en 1991 et 1994

En 1988, durant les Jeux Olympiques de Séoul, il obtient la médaille de Bronze.